# Cattedrale di Santa Teresa di Gesù Bambino
La cattedrale di Santa Teresa di Gesù Bambino è la cattedrale di Abengourou, città di 105.000 abitanti della Costa d'Avorio.
La chiesa è sede della cattedra vescovile della diocesi di Abengourou.
La sua costruzione iniziò nel 1928.